# روي ستيفنسون
روي ستيفنسون (بالإنجليزية: Roy Stephenson)‏ (27 مايو 1932 في المملكة المتحدة - 4 فبراير 2000 في المملكة المتحدة) هو لاعب كرة قدم بريطاني في مركز جناح ‏. لعب مع إيبسويتش تاون وبلاكبيرن روفرز وليستر سيتي ونادي بيرنلي ونادي روذرهام يونايتد.

## وصلات خارجية
- روي ستيفنسون على موقع قاعدة بيانات كرة القدم.إي يو (الإنجليزية)